# Campeonato Feminino da CONCACAF de 1998
O 'Campeonato Feminino da CONCACAF de 1998 foi o torneio que determinou as selecções participantes pela CONCACAF para a Copa do Mundo de Futebol Feminino de 1999. A fase final do torneio decorreu entre 28 de agosto e 6 de setembro do mesmo ano.
Este evento foi a quarta e última edição com esta denominação. Sendo depois rebaptizado como Copa Ouro Feminina.
Esta foi a única edição do Campeonato em que a super potência tradicional do futebol feminino na Copa, os Estados Unidos, não participaram. A equipa qualificou-se directamente para o Mundial feminino como anfitriãs do evento.

## Fase de grupos

### Grupo A
| Seleção    | Pts | J | V | E | D | GP | GC |
| ---------- | --- | - | - | - | - | -- | -- |
| Canadá     | 9   | 3 | 3 | 0 | 0 | 39 | 0  |
| Guatemala  | 6   | 3 | 2 | 0 | 1 | 10 | 4  |
| Martinica  | 3   | 3 | 1 | 0 | 2 | 9  | 16 |
| Porto Rico | 0   | 3 | 0 | 0 | 3 | 0  | 38 |

| 28 de agosto | Canadá | 21 – 0 | Porto Rico |  |
|              |        |        |            |  |

| 28 de agosto | Guatemala | 2 – 0 | Martinica |  |
|              |           |       |           |  |

| 30 de agosto | Porto Rico | 0 – 8 | Guatemala |  |
|              |            |       |           |  |

| 30 de agosto | Canadá | 14 – 0 | Martinica |  |
|              |        |        |           |  |

| 1 de setembro | Porto Rico | 0 – 9 | Martinica |  |
|               |            |       |           |  |

| 1 de setembro | Canadá | 4 – 0 | Guatemala |  |
|               |        |       |           |  |

### Grupo B
| Seleção           | Pts | J | V | E | D | GP | GC |
| ----------------- | --- | - | - | - | - | -- | -- |
| México            | 7   | 3 | 2 | 1 | 0 | 12 | 5  |
| Costa Rica        | 6   | 3 | 2 | 0 | 1 | 7  | 5  |
| Trinidad e Tobago | 4   | 3 | 1 | 1 | 1 | 5  | 6  |
| Haiti             | 0   | 3 | 0 | 0 | 3 | 3  | 11 |

| 29 de agosto | Trinidad e Tobago | 2 – 1 | Haiti |  |
|              |                   |       |       |  |

| 29 de agosto | México | 3 – 2 | Costa Rica |  |
|              |        |       |            |  |

| 31 de agosto | Haiti | 1 – 7 | México |  |
|              |       |       |        |  |

| 31 de agosto | Costa Rica | 3 – 1 | Trinidad e Tobago |  |
|              |            |       |                   |  |

| 2 de setembro | Costa Rica | 2 – 1 | Haiti |  |
|               |            |       |       |  |

| 2 de setembro | Trinidad e Tobago | 2 – 2 | México |  |
|               |                   |       |        |  |

## Fases finais

### Semi-finais
| 4 de setembro | Guatemala | 0 – 8 | México |  |
|               |           |       |        |  |

| 4 de setembro | Canadá | 2 - 0 | Costa Rica |  |
|               |        |       |            |  |

### Terceiro lugar
| 6 de setembro | Costa Rica | 4 - 0 | Guatemala |  |
|               |            |       |           |  |

### Final
| 6 de setembro | Canadá | 1 – 0 | México |  |
|               |        |       |        |  |

## Premiações

### Campeã
| Vencedor         |
| ---------------- |
| CANADÁ 1º título |

## Selecções apuradas para aCopa do Mundo
- Estados Unidos (apuramento por organização do torneio)
- Canadá
- México